# David Chocarro
David Chocarro (Buenos Aires, 5 de abril de 1980) é um ex-jogador de beisebol, modelo e ator argentino.

## Biografia
O fato de sua mãe ser professora de softball e seu pai professor de teatro, diretor, compositor e músico despertou o entusiasmo de David pelas duas profissões desde muito jovem. Chocarro também foi imagem publicitária de grandes campanhas multinacionais, além de se desenvolver como jogador profissional de beisebol de seu país, algo raro na Argentina. Em 1998 tornou-se membro da afiliada do New York Yankees da Venezuela, lembra que tinha 10 anos quando combinava as duas atividades nas horas vagas após realizar suas atividades escolares. Ele viveu na Venezuela de 1998 a 2004.
Já adolescente, estreou-se no seu país natal em várias produções teatrais e televisivas, bem como em equipas de basebol, mas não só os seus atributos profissionais chamaram a atenção como também o seu físico, razão pela qual serviu de modelo para reputadas marcas internacionais. Sendo reconhecido como tal em outros países como Equador, Peru e Brasil.
Em 2009, sua imagem se consolidou ao se tornar o apresentador do programa Spa de hombres (transmitido pela Utilísima), dedicado à estética do homem moderno que deu a Chocarro grande sucesso nacional e internacional, com transmissão na América Latina. , United Estados e Europa.
Em 2010 fez sua estréia na Telemundo, com a novela Alguien te mira, interpretando um dos 4 amigos protagonistas, junto com Danna García, Rafael Amaya e Christian Meyer. No ano seguinte, interpretou gêmeos na novela La casa de al lado.
Em 2012 foi protagonista da novela El rostro de la venganza.
Em 2014 protagonizou a novela En otra piel.
Em 2016 protagonizou a novela La doña junto com Aracely Arámbula e Danna Paola. O ator, portanto não participou da segunda temporada da novela, sendo substituído por David Zepeda.
Em 2018 interpretou um dos antagonistas da série da Netflix El recluso.

## Filmografia
| 2006      | Alma pirata               | Ele mesmo                                                 |
| 2006      | Sos mi vida               | Martín                                                    |
| 2008      | Casi ángeles              | Matt                                                      |
| 2009      | Los exitosos Pells        | Político                                                  |
| 2009      | Los exitosos Pérez        | Nacho                                                     |
| 2010      | Malparida                 | Roberto Doval Hijo                                        |
| 2010-2011 | Alguien te mira           | Doutor Benjamín Morande                                   |
| 2011      | Aurora                    | Christian Santana                                         |
| 2011-2012 | La casa de al lado        | Adolfo Acosta / Ismael Mora / Leonardo Acosta / Iván Mora |
| 2012-2013 | El rostro de la venganza  | Martín Méndez / Diego Mercader                            |
| 2014      | En otra piel              | Diego Ochoa                                               |
| 2014      | Villa paraíso             | Sebastián Mejía                                           |
| 2016-2017 | La doña                   | Saúl Aguirre                                              |
| 2017      | La fan                    | Ricardo Ernesto "Richard Ernestón"                        |
| 2018      | El recluso                | Santito Ríos                                              |
| 2018-2019 | Señora Acero              | Alberto Fuentes                                           |
| 2020-2021 | 100 días para enamorarnos | Emiliano León                                             |
| 2021      | Así se baila              | Ele mesmo                                                 |
| 2023      | Tríada                    | Humberto Solano                                           |
| 2023      | Las pelotaris 1926        | Alejandro                                                 |
| 2024      | Juegos interrumpidos      |                                                           |